# Campeonato Mundial de Ciclismo en Ruta de 2023
El XC Campeonato Mundial de Ciclismo en Ruta se realizó en Glasgow (Reino Unido) entre el 5 y el 13 de agosto de 2023, bajo la organización de la Unión Ciclista Internacional (UCI) y la Federación Británica de Ciclismo.
El campeonato constó de carreras en las especialidades de contrarreloj y de ruta, en las divisiones élite masculino, élite femenino, masculino sub-23 y femenino sub-23; además se disputó una carrera por relevos mixtos. En total se otorgaron nueve títulos de campeón mundial.

## Programa
El programa de competiciones fue el siguiente:
| Día          | Evento                          | Trayecto          | Distancia (km) | Ganador                                |
| ------------ | ------------------------------- | ----------------- | -------------- | -------------------------------------- |
| Contrarreloj |                                 |                   |                |                                        |
| 8 de agosto  | Contrarreloj por relevos mixtos | Glasgow           | 40,3           | Suiza                                  |
| 9 de agosto  | Contrarreloj masculina sub-23   | Stirling          | 36,2           | Lorenzo Milesi · ( Italia)             |
| 10 de agosto | Contrarreloj femenina sub-23    | Stirling          | 36,2           | Antonia Niedermaier · ( Alemania)      |
| 10 de agosto | Contrarreloj femenina           | Stirling          | 36,2           | Chloé Dygert ( Estados Unidos)         |
| 11 de agosto | Contrarreloj masculina          | Stirling          | 47,8           | Remco Evenepoel · ( Bélgica)           |
| Ruta         |                                 |                   |                |                                        |
| 6 de agosto  | Ruta masculina                  | Edimburgo-Glasgow | 271,1          | Mathieu van der Poel · ( Países Bajos) |
| 12 de agosto | Ruta masculina sub-23           | Balloch-Glasgow   | 168,4          | Axel Laurance ( Francia)               |
| 13 de agosto | Ruta femenina sub-23            | Balloch-Glasgow   | 154,1          | Kata Blanka Vas · ( Hungría)           |
| 13 de agosto | Ruta femenina                   | Balloch-Glasgow   | 154,1          | Lotte Kopecky · ( Bélgica)             |

1. ↑  Prueba disputada por selecciones nacionales conformadas por tres hombres y tres mujeres que compiten en formato de relevo.
2. 1 2  Las medallistas femeninas sub-23 serán las tres mejores de esa división en la carrera élite.

## Resultados

### Masculino
- Contrarreloj

| Puesto | Ciclista        | País        | Tiempo   |
| ------ | --------------- | ----------- | -------- |
| Oro    | Remco Evenepoel | Bélgica     | 55:19,23 |
| Plata  | Filippo Ganna   | Italia      | 55:31,51 |
| Bronce | Joshua Tarling  | Reino Unido | 56:07,43 |

- Ruta

| Puesto | Ciclista             | País         | Tiempo  |
| ------ | -------------------- | ------------ | ------- |
| Oro    | Mathieu van der Poel | Países Bajos | 6:07:27 |
| Plata  | Wout van Aert        | Bélgica      | 6:09:04 |
| Bronce | Tadej Pogačar        | Eslovenia    | 6:09:12 |

### Femenino
- Contrarreloj

| Puesto | Ciclista                | País           | Tiempo   |
| ------ | ----------------------- | -------------- | -------- |
| Oro    | Chloé Dygert            | Estados Unidos | 46:59,80 |
| Plata  | Grace Brown             | Australia      | 47:05,47 |
| Bronce | Christina Schweinberger | Austria        | 48:12,75 |

- Ruta

| Puesto | Ciclista       | País         | Tiempo  |
| ------ | -------------- | ------------ | ------- |
| Oro    | Lotte Kopecky  | Bélgica      | 4:02:12 |
| Plata  | Demi Vollering | Países Bajos | 4:02:19 |
| Bronce | Cecilie Ludwig | Dinamarca    | 4:02:19 |

### Masculino sub-23
- Contrarreloj

| Puesto | Ciclista        | País      | Tiempo   |
| ------ | --------------- | --------- | -------- |
| Oro    | Lorenzo Milesi  | Italia    | 43:00,46 |
| Plata  | Alec Segaert    | Bélgica   | 43:11,73 |
| Bronce | Hamish McKenzie | Australia | 43:51,25 |

- Ruta

| Puesto | Ciclista        | País       | Tiempo  |
| ------ | --------------- | ---------- | ------- |
| Oro    | Axel Laurance   | Francia    | 4:04:58 |
| Plata  | António Morgado | Portugal   | 4:05:00 |
| Bronce | Martin Svrček   | Eslovaquia | 4:05:00 |

### Femenino sub-23
- Contrarreloj

| Puesto | Ciclista            | País     | Tiempo   |
| ------ | ------------------- | -------- | -------- |
| Oro    | Antonia Niedermaier | Alemania | 49:27,26 |
| Plata  | Cédrine Kerbaol     | Francia  | 49:35,11 |
| Bronce | Julie De Wilde      | Bélgica  | 50:06,39 |

- Ruta

| Puesto | Ciclista           | País         | Tiempo  |
| ------ | ------------------ | ------------ | ------- |
| Oro    | Kata Blanka Vas    | Hungría      | 4:06:46 |
| Plata  | Shirin van Anrooij | Países Bajos | 4:06:46 |
| Bronce | Anna Shackley      | Reino Unido  | 4:06:46 |

### Mixto
- Contrarreloj por relevos

| Puesto | Ciclistas                                                                                          | Equipo   | Tiempo   |
| ------ | -------------------------------------------------------------------------------------------------- | -------- | -------- |
| Oro    | Stefan Bissegger Stefan Küng Mauro Schmid Elise Chabbey Nicole Koller Marlen Reusser               | Suiza    | 54:16,20 |
| Plata  | Bruno Armirail Rémi Cavagna Bryan Coquard Audrey Cordon-Ragot Cédrine Kerbaol Juliette Labous      | Francia  | 54:23,28 |
| Bronce | Miguel Heidemann Jannik Steimle Maximiliam Walscheid Ricarda Bauernfeind Lisa Klein Franziska Koch | Alemania | 55:07,51 |

## Medallero
| Núm. | País           | Oro | Plata | Bronce | Total |
| ---- | -------------- | --- | ----- | ------ | ----- |
| 1    | Bélgica        | 2   | 2     | 1      | 5     |
| 2    | Francia        | 1   | 2     | 0      | 3     |
| 2    | Países Bajos   | 1   | 2     | 0      | 3     |
| 4    | Italia         | 1   | 1     | 0      | 2     |
| 5    | Alemania       | 1   | 0     | 1      | 2     |
| 6    | Estados Unidos | 1   | 0     | 0      | 1     |
| 6    | Hungría        | 1   | 0     | 0      | 1     |
| 6    | Suiza          | 1   | 0     | 0      | 1     |
| 9    | Australia      | 0   | 1     | 1      | 2     |
| 10   | Portugal       | 0   | 1     | 0      | 1     |
| 11   | Reino Unido    | 0   | 0     | 2      | 2     |
| 12   | Austria        | 0   | 0     | 1      | 1     |
| 12   | Dinamarca      | 0   | 0     | 1      | 1     |
| 12   | Eslovaquia     | 0   | 0     | 1      | 1     |
| 12   | Eslovenia      | 0   | 0     | 1      | 1     |
|      | TOTAL          | 9   | 9     | 9      | 27    |